# Постум (напиток)

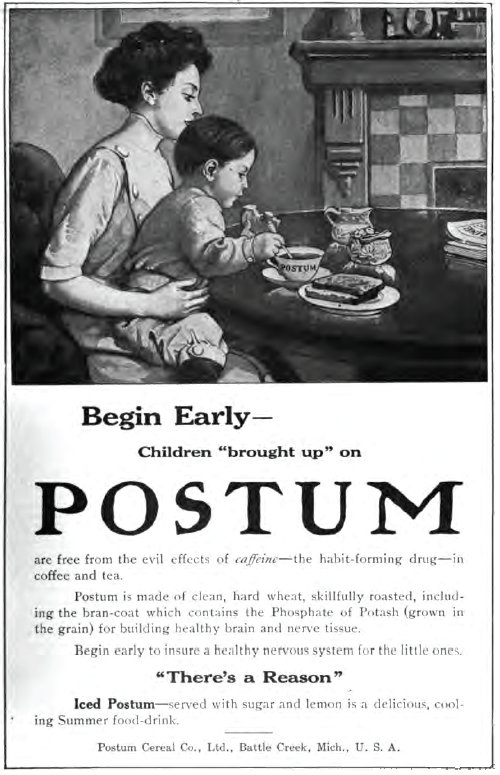
Postum 1910 г.

Постум — напиток, относимый к заменителям натурального кофе, который выпускался компанией Postum Cereal Company и продавался компанией Kraft Foods. Изобретателем был Чарльз Уильям «CW» Пост. Появился Постум как «здоровая альтернатива кофе» в 1895 г., сначала в виде порошка для варки, с 1912 г. — растворимый. Изготовлялся из обжаренной пшеницы и отрубей с добавлением мелассы и мальтодекстрина, соответственно — не содержал кофеина. В дополнение к оригинальному вкусу выпускали Постум со вкусом какао и кофе.

## История
Постум быстро стал популярным, сделав Чарльза Поста богатым. Агрессивная реклама со слоганом «Есть причина» предостерегала от предполагаемой опасности кофе и кофеина и пропагандировала преимущества Postum. Когда появились подделки, компания представила более дешевый напиток под названием Monk's Brew, который был идентичен Postum, но прекратил его выпуск после ухода конкурентов с рынка. Instant Postum появился в 1911 году.
Хотя компания Post Cereal прямо заявила в своей рекламе, что Postum на вкус не похож на кофе и не является заменителем кофе, этот напиток всё равно пользовался огромным спросом. Во время Второй мировой войны Postum стал популярным кофезаменителем, из-за того что кофе был доступен только по карточкам. «Постум» в то время продавался в огромных количествах. После войны популярность таких напитков пошла на спад.
Постум иногда продавал мультипликационный призрак по имени Мистер Кофейные Нервы, который появлялся в ситуациях, когда люди оказывались в неудобных жизненных ситуациях (например, раздражительность, недостаток сна, отсутствие спортивного мастерства ) из-за употребления кофе и его негативных последствий.Слоганом компаний были негатив в сторону кофе по типу "Потерял зрение из-за употребления кофе". Сам производитель не заявлял продукт как подобный кофе и в рекламе заострял внимание на его отличиях от натурального кофе. Эти мультфильмы всегда заканчивались тем, что пораженные люди переключались на Постума, а Мистер Кофейные Нервы убегали до следующего мультфильма. Компания спонсировала радиошоу «Лам и Абнер», «Беула» и «Семья Олдрич», а также радиоверсию «Отец знает лучше всех».
Постум был популярен среди членов в Церкви Иисуса Христа Святых последних дней, и части мормонов культуры на протяжении многих лет, потому что мормоны воздерживаются от кофе. Он также был популярен среди тех, кто следовал религиозным диетическим ограничениям адвентистов седьмого дня. Правительство США использовало Postum как кодовое название полония, используемого в инициаторах создания ядерного оружия в стиле Urchin.
Компания Kraft прекратила производство Postum в 2007 году В мае 2012 года Kraft продала товарный знак Postum и коммерческую тайну компании Eliza's Quest Food, при этом Postum продавался через веб-сайт Postum.com. По состоянию на январь 2013 года компании Eliza's Quest Food удалось вернуть Postum во многие продуктовые магазины в Соединенных Штатах и Канаде.  

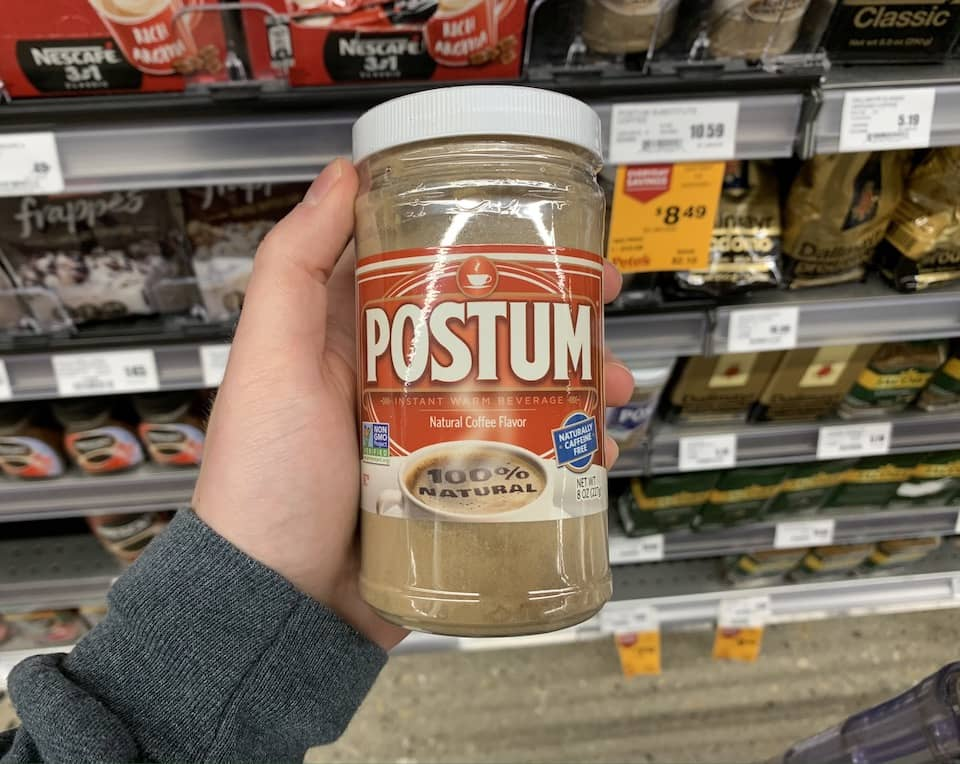
Постум, обнаруженный в 2021 году в стенах супермаркетов Wallmart, демонстрирующий сильно возросшую на него цену (10.59$).

Напиток до сих пор возможно найти актуальным в продаже в различных магазинах по всему США (к примеру, напиток был обнаружен на полках американской сети центров розничной торговли Walmart по состоянию на июль 2021 год). Тем не менее после возобновления производства и активных попыток компании Eliza's Quest Food по сбыту напитка как можно более широкой сети магазинов-дистрибьюторов, былую популярность ему вернуть не удалось. Играющие основную роль в вопросах сбыта посредники отказываются закупать у производителя Postum в столь же крупных партиях как прежде, ссылаясь на невозможность реализации продукта с полок  в силу спада популярности на него и значительного роста цены розничной продажи, регламентированное повышением стоимости производства.

## Состав
Пшеница, пшеничные отруби, меласса, пшеничный крахмал, натуральный ароматизатор "Кофе".

#### Способ приготовления
Используйте 1-2 ч.л. Postum. Добавьте кипяток; размешать. Добавьте молоко; подсластить по вкусу.

## Другие заменители
- Жареные зерновые напитки готовят из различных злаков
  - Кофейные напитки, сделанные из молотых обжаренных ячменя, ржи и, в некоторых случаях, овса. Бывают растворимыми и нерастворимыми (требующими варки). В них дополнительно могут добавляться цикорий и шиповник. На российком рынке могут быть найдены, к примеру, под марками "Здоровье", "Золотой амбар", "Золотой".
  - Barleycup - это быстрорастворимый напиток из ячменя, ржи и цикория, который продается в Великобритании.
  - Ячменный чай - это настой, популярный в Восточной Азии, который иногда продается как заменитель кофе.
  - Caffè d'orzo - это напиток в стиле эспрессо из жареного ячменя, произведенный в Италии.
  - Nestlé Caro - еще одна марка растворимого напитка из жареного ячменя, ячменного солода, цикория и ржи.
  - Inka - это польский напиток из ржи, ячменя, цикория и сахарной свеклы.
- Настои или настои из другого растительного сырья могут напоминать кофе 
  - Кофе из одуванчиков - это смесь корней одуванчика.
  - Кишр - напиток из кофейной шелухи и специй из Йемена.
- Молекулярный кофе, сделанный из растительных материалов и кофеина, был обнародован в 2019 году после того, как он был разработан компанией Atomo из Сиэтла.
- Заменители кофе можно добавлять в настоящий кофе в качестве примеси. 
  - Camp Coffee - смесь цикория и кофе из Великобритании, продаваемая с 1876 года.
  - Ricoré - это смесь цикория и кофе из Франции, созданная в 1953 году и производимая сейчас компанией Nestlé.